# Nikon D300s
Nikon D300s, tillverkad av Nikon, är en digital semiprofessionell systemkamera med Nikon F-bajonett. Kameran presenterades den 9 augusti 2009. Nikon D300s är efterföljaren till modellen Nikon D300.
Slutaren skall klara minst 150 000 exponeringar. Med batterigreppet MB-D10 så kan man ha ytterligare ett batteri, ett i MB-D10 och ett batteri i kameran, det vill säga två batterier totalt. Detta ger en bild per sekund ytterligare i hastighet.
D300s har också igenkännande autofokus som kan följa en person i bilden. Kameran är damm- och fuktskyddad.

## Skillnader mot D300
- Kan filma i HD-upplösningen 1280×720p och 24 b/s med inbyggd mikrofon och autofokus.
  - Max 2Gb filmsekvens.
  - 1280x720 (5 minuter)
  - 680x424 (20 minuter)
  - 320x216 (20 minuter)
  - Minsta upplösningen (35 minuter)
- Tyst läge (spegelljudet dämpas)
- Två stycken minneskortsplatser, CompactFlash och Secure Digital. Kan spara JPEG på ena och RAW på andra kortet simultant.
- Snabbat upp avtrycksfördröjning
- Virtuell horisont, en virtuell horisont visas i sökaren.
- 7 bilder/s (D300 - 6 bilder/s)
- Separat liveview knapp.